# Cephaloziopsis intertexta
Cephaloziopsis intertexta är en bladmossart som först beskrevs av Carl Moritz Gottsche, och fick sitt nu gällande namn av Rudolf Mathias Schuster. Cephaloziopsis intertexta ingår i släktet Cephaloziopsis och familjen Cephaloziellaceae. Inga underarter finns listade i Catalogue of Life.